# Lasippa monata
Lasippa monata är en fjärilsart som beskrevs av Weijenbergh 1874. Lasippa monata ingår i släktet Lasippa och familjen praktfjärilar. Inga underarter finns listade i Catalogue of Life.